# フロランス・パルリ
フロランス・パルリ（フランス語: Florence Parly、1963年5月8日 - ）は、フランスの政治家、元高級官僚である。
エマニュエル・マクロン大統領のもと、エドゥアール・フィリップ内閣及びジャン・カステックス内閣で軍事大臣を務めた。

## 略歴

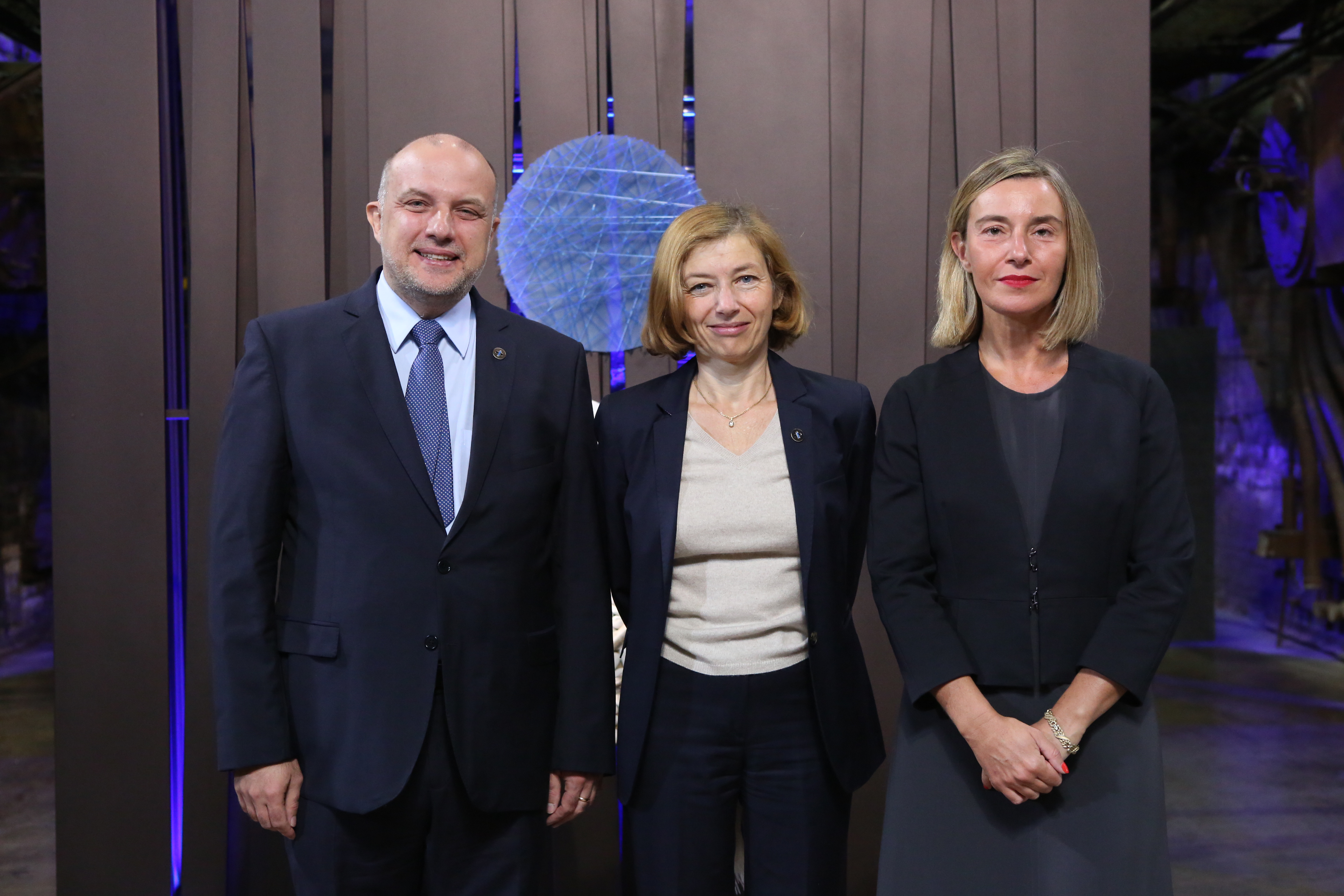
左からエストニアのユリ・ルイク国防大臣、パルリ、フェデリカ・モゲリーニ欧州連合外務・安全保障政策上級代表（2017年9月7日）

実業家の父と高級官僚の母との間に生まれた。パリ政治学院を1984年に卒業したのち、国立行政学院に入学した。
1987年に国立行政学院を卒業したのち、フランス財務省に入省、主計局で務める。
その後、大臣補佐官として複数の閣僚のもとで勤務した。1991年３月からミシェル・デュラフール行政担当大臣のもとで、同年7月からは住宅担当大臣、のち内務大臣を務めるポール・キレスのもとで勤めた。
1993年の国民議会選で社会党が敗北すると、パルリは主計局に戻った。社会保障担当主査を務めたのち、1994年から1995年まで住宅・都市開発担当主査、1995年から文化・映像担当主査を務めた。
1995年、社会党入党
1997年にリオネル・ジョスパン首相付予算担当補佐官として再び補佐官として勤め始めた。

### 予算担当副大臣として
2000年1月3日、予算担当政務官に就任。2002年5月6日までその任につき、クリスティアン・ソテ、ローラン・ファビウスといった財務大臣を補佐した。

### 財務省退官後
2002年6月の国民議会選挙にイボンヌ県の選挙区から立候補するも、決選投票でジャン＝ピエール・ソワソンに敗北。
2004年から2006年にかけて、ブルゴーニュ地域圏議会副議長となった。
2003年から2005年にかけて、社会党全国責任者（経済・雇用担当）を務めた。
パルリーは、いったん政界を離れ、2006年6月にエール・フランス財務部投資戦略課長となり、2009年1月にエール・フランス・カーゴ副社長となった。

### 実業家として
2012年から2017年6月まで、アルトランの社外取締役、採用・給与委員長を務めた。
2013年1月1日、エール・フランス・グループの取締役に就任し、エール・フランス及びインジェンシオ・グループの取締役も務めた。2014年8月、エール・フランスから退職。
2014年11月18日、フランス国鉄副社長に就任。2016年3月に、フランス国鉄（SNCF）子会社の SNCF-Voyage の社長に任命された。

### 軍事大臣として
2017年6月21日、パルリーは、第2次エドゥアール・フィリップ内閣にて軍事大臣として任命された。
2020年6月から7月にかけて、エドゥアール・フィリップ首相が次期首相としてパルリーにしばしば言及していたものの、首相にはジャン・カステックスが就任し、同内閣で引き続き軍事大臣の任についた。
2022年5月20日、ジャン・カステックス内閣の総辞職に伴って辞任。後任として、セバスティアン・ルコルニュが任命された。